# Phyllota
Genre
Phyllota est un genre de plantes à fleurs dicotylédones de la famille des Fabaceae, sous-famille des  Faboideae, originaire d'Australie, qui comprend une dizaine d'espèces acceptées.

## Liste d'espèces
Selon The Plant List (25 novembre 2018) :
- Phyllota barbata Benth.
- Phyllota diffusa (Hook.f.) F.Muell.
- Phyllota gracilis Turcz.
- Phyllota grandiflora Benth.
- Phyllota humifusa Benth.
- Phyllota luehmannii F.Muell.
- Phyllota phylicoides (DC.) Benth.
- Phyllota pleurandroides F.Muell.
- Phyllota remota J.H.Willis
- Phyllota squarrosa (DC.) Benth.